# سریزد
سریزد یکی از روستاهای استان یزد و شهرستان مهریز است که قدمتی چند هزار ساله دارد
در زمان‌های دور دروازهٔ ورودی استان یزد در سریزد بوده و به آن شهر فرافر می‌گفتند. این روستا در کتب قدیمی به عنوان یکی از سه راس قرآی ثلاثه یزد، که «فهرج» و «خویدک» را نیز شامل می‌شده، شناخته شده است. روستای سریزد در ۵ کیلومتری شهرستان مهریز و ۴۰ کیلومتری شهر یزد واقع شده است. جمعیت وارد شده تا سال ۸۵ می‌باشد و لازم است مجدد آمارگیری شود.

## آثار تاریخی سریزد[۲]

### قلعه سریزد

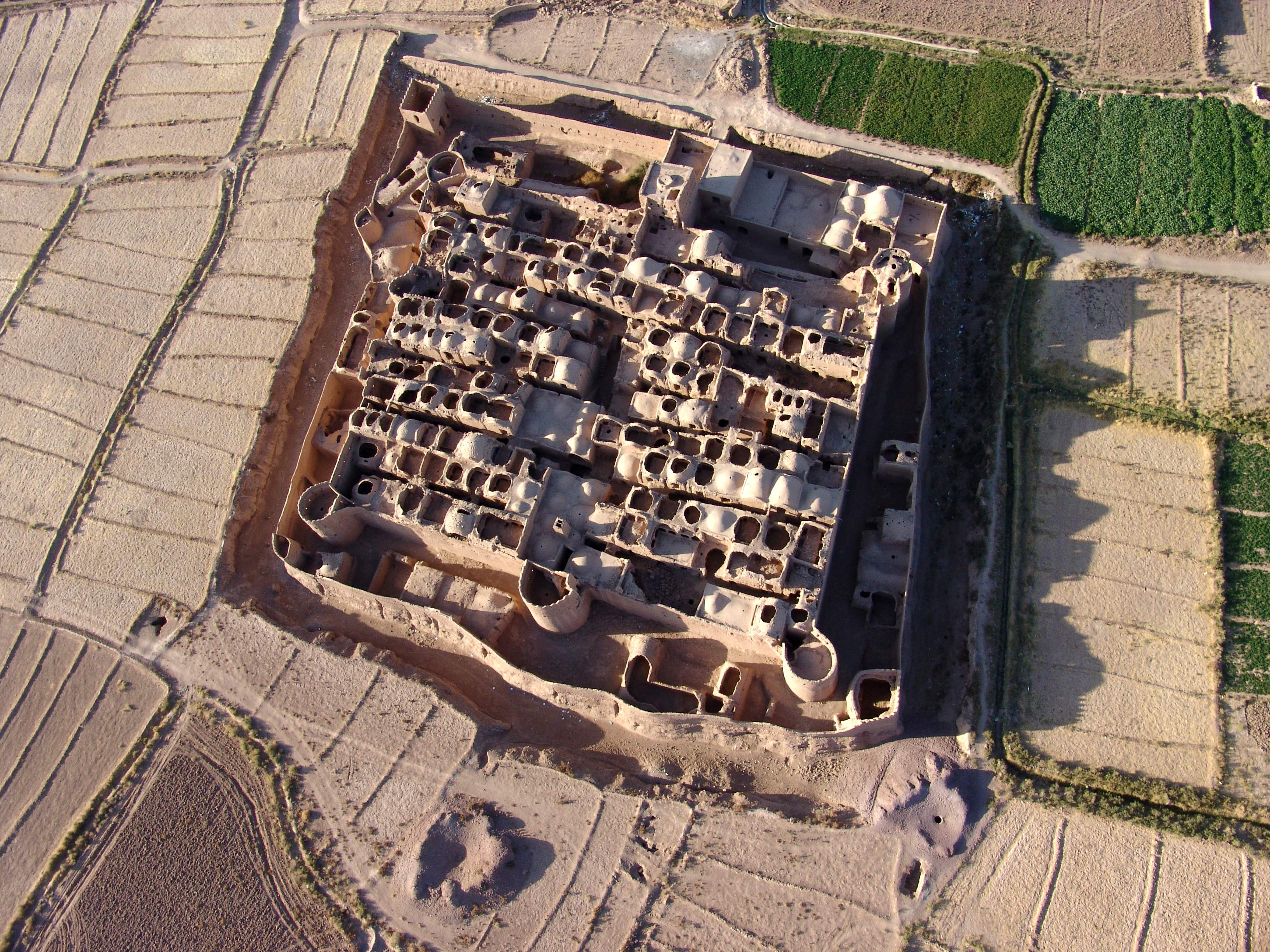
قلعهٔ سریزد

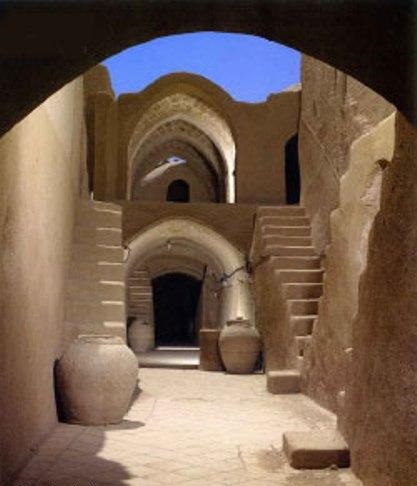
داخل قلعه سریزد شهرستان مهریز یزد

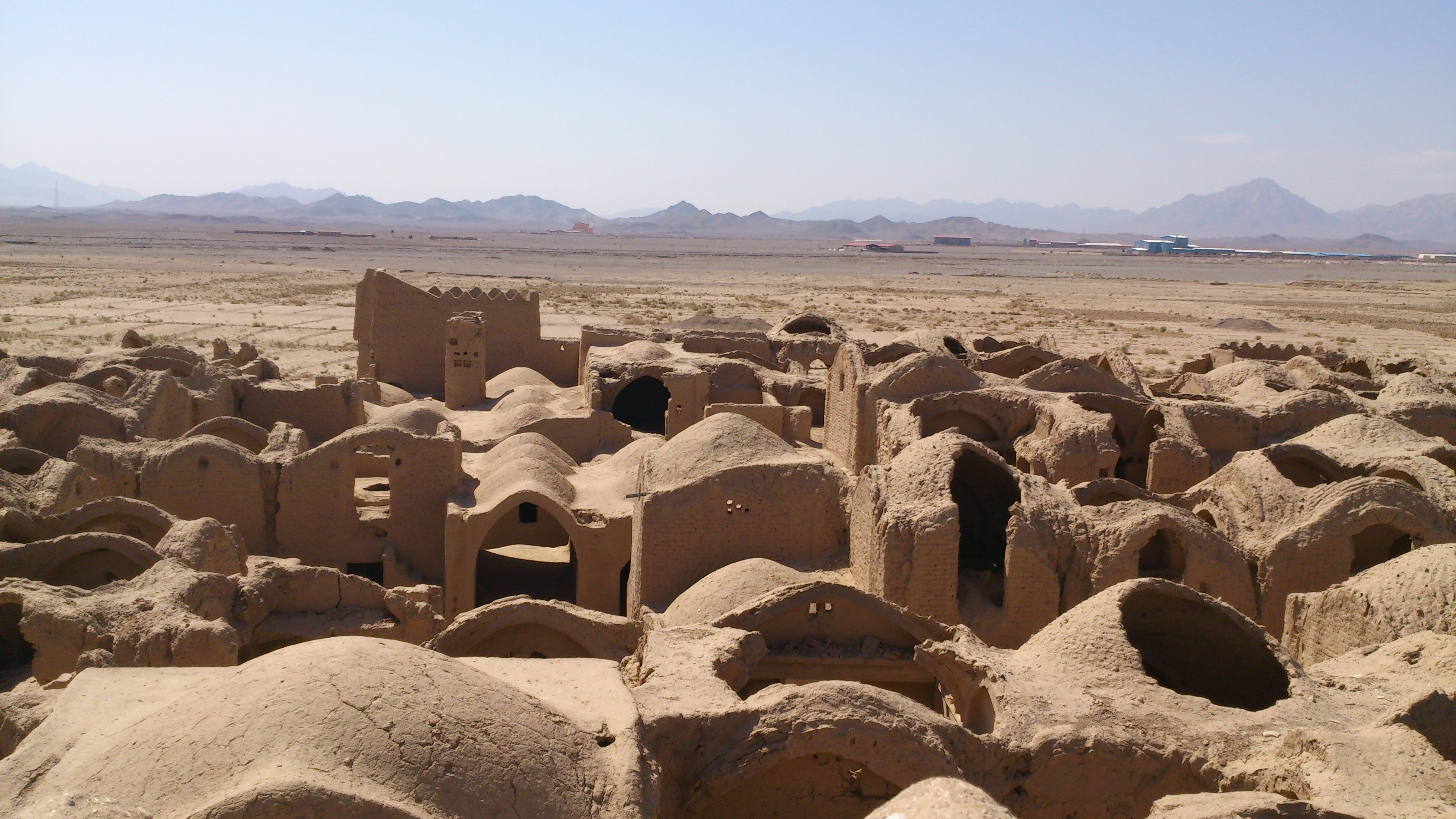
قلعه سریزد

قلعه سریزد یکی از کهن‌ترین و بزرگ‌ترین صندوق امانات بانکی ایران و جهان بوده است. قدمت این قلعه تاریخی به حکومت ساسانیان (قرن ۳ تا ۷ میلادی) می‌رسد. قلعه به منظور ذخیره‌سازی غلات و مواد غذایی بوده که در آن زمان از ارزش خاصی برخوردار بوده است. علاوه بر غلات، پول، طلا و زیورآلات روستاییان نیز در مواقع هجوم و غارت در این قلعه نگهداری می‌شده است.
گرداگرد این بنا را خندقی به عرض تقریبی ۶ متر و عمق بین ۳ تا ۴ متر که اولین لایه دفاعی قلعه محسوب می‌شده، محصور کرده است. این قلعه دارای دو دیوار متحدالمرکز تو در تو با برج و باروهایی بلند و تسخیر ناپذیر است که توسط خندقی محصور شده است. همچنین قلعه دارای دو درب بوده است که یکی درب اصلی و دیگری درب پشتیبان قلعه بوده است. درب اصلی قلعه به صورت متحرک بوده و به وسیله طناب و قرقره‌هایی از سمت پایین به بالا با و بسته می‌شده است. زمانی که درب اصلی به وسیله دشمن شکسته می‌شد و دشمن به درون قلعه راه می‌یافت، درب دوم قلعه بسته می‌شده و در واقع نقش درب پشتیبانی قلعه را ایفا می‌نموده است.
قلعه سریزد دارای سه طبقه است که از خشت و گل ساخته شده و مصالح مورد استفاده در آن آجر و گچ بوده است. تزییناتی نظیر کادربندی و شومینه‌سازی نیز در آن دیده می‌شود. در دو طرف راهروها، اتاق‌های متعدد حجره مانندی است که هر کدام دارای درب و کلیدی مجزا به منظور ذخیره‌سازی اشیا گرانبهای روستاییان بوده است.
این اثر در تاریخ ۲۷ خرداد ۱۳۵۴ با شماره ثبت ۱۰۸۴ به‌عنوان یکی از آثار ملی ایران به ثبت رسیده است و در حال حاضر بیشتر قسمت‌های قلعه مرمت شده است.

### رباط نو و رباط کهنه
واژهٔ رباط که از ریشهٔ «ربط» می‌آید، به معنای ارتباط میان دو شهر می‌باشد که واژه‌ای عربی است. در ابتدا به مفهوم یک ایستگاه نظامی، سپس توقفگاه موقت لشکری و بعد از آن برای منزل‌های میان راه که مورد استفاده ملتزمین رکاب شاهی قرار گرفته، بکار برده می‌شد. رباط‌ها بر خلاف کاروانسراها، از عمده مسائل به وجود آورندهٔ عوامل مذهبی (سفرهای زیارتی) و عوامل اقتصادی (تجارت) شکل می‌گرفتند.
سریزد دارای دو رباط، یکی کهنه و دیگری نو است. رباط کهنه که قدمت آن به دوران سلجوقیان بازمی‌گردد و اما رباط نو سریزد که دارای یک پلان مستطیل شکل به ابعاد m۳۵ ×۲۰، در شمالی‌ترین قسمت روستای سریزد واقع است. مربوط به دوران صفویه می‌باشد که عمدتاً از مصالح آجری ساخته شده است. در قسمت فوقانی ورودی رباط اتاقی در نظر گرفته شده است که دو کاربر را در خود جای داده، در وهلهٔ اول فضا به عنوان دیده‌بانی عملکرد داشته و در وهلهٔ دوم به عنوان اعیانی‌نشین از آن استفاده می‌شده است.
در راهروی ورودی که به حیاط منتهی می‌گردد دو اتاق در طرفین راهرو در نظر گرفته شده است، که این اتاق‌ها کنترل ورود و خروج کاروانیان را به عهده داشته است. پیرامون حیاط رواق‌هایی با عمق محدود و اتاق‌هایی جهت استراحت افراد در نظر گرفته شده و در فضای داخلی که به صورت مسقف می‌باشد، محلی برای بستن شتر و اسب از آن استفاده می‌شده است. این رباط با گذشت سالیان سال هنوز سالم و پابرجا می‌باشد.

### مسجدجامع سریزد
احداث بنای مسجد جامع سریزد بنا به روایتی به ۱۴۰۰ سال پیش بازمی‌گردد که مصادف با ورود مسلمانان به رهبری حضرت امام حسن مجتبی (ع) به یزد و نابودی یزدگرد و برقراری حکومت اسلامی در این مرز و بوم است.

### چاپارخانه سر یزد
بنایی است کوچک در محله سفلی سریزد در نزدیک مسجد جامع، این ناحیه محلی برای جمع‌آوری نامه بوده است. بنای نامبرده تاریخ ساخت دقیق ندارد اما زمان بنای آن به ۷۰۰ الی ۸۰۰ سال پیش بازمی‌گردد که چاپار بران (نامه رسانان) پیغام یک شاه را به شاه دیگری می‌رساندند.

### دروازه شهر فرافر[۴]

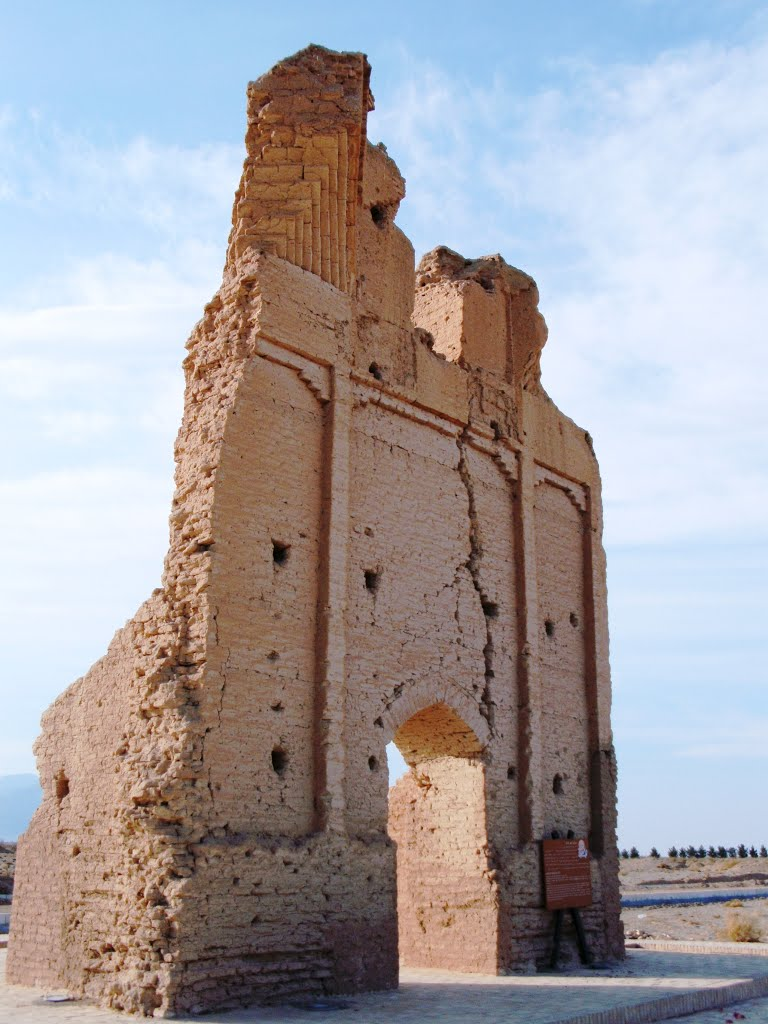
بنای باقی‌مانده از دروازه فرافر در روستای سریزد

در مورد دروازه شهر فرافر چندین نقل قول وجود دارد. عده‌ای معتقدند این بنا کوشه‌ای دروازه خروجی سریزد و در واقع ورودی به سمت شهر یزد یا شهر فرافر بوده که به آن دروازه شهر فرافر می‌گفتندو بنابراین قدمت آن نزدیک به هزار سال می‌رسد. عده دیگری نیز معتقدند این بنا باقی‌مانده دیوار جنوبی بقعه‌ای چهار ضلعی و مکعبی بوده است. این بنا با پوشش گنبدی که سه ضلع دیگر آن فرو ریخته و به صورت فعلی باقی مانده است و احتمالاً به شکل یک خانقاه بوده که در این صورت قدمت آن به قرون هشتم و نهم هجری قمری مصادف با قرون ۱۴ و ۱۵ میلادی محدود می‌شود. این بنا در انتهای روستای تاریخی سریزد، در نزدیکی قبرستان روستا قرار دارد.

### عمارت تاریخی سنمبر
بنایی است که با گل و خشت و همانند قلعه ساخته شده است که قدمت آن به قرون ۹ و ۱۰ هجری می‌رسد. بنا به گفتهٔ اهالی سریزد که آن‌ها نیز از پدران و نیاکانشان شنیده‌اند، سنمبر همانند یک مزرعهٔ دارای قنات آب بوده و استخری نیز در وسط آن وجود داشته است. به‌طوری‌که آب این قنات در آن استخر می‌ریخته و برای مصارف کشاورزی استفاده می‌شده است. آن زمان این منطقه سرسبزی و طراوت خاصی داشته، ولی بعد از خشکسالی‌های پی درپی، آب آن قنات خشک شده و از آن شهر جز ویرانه‌ای از یک قلعه باقی نمانده است.

### پاکنه
قدمت این بنا احتمالاً به دورهٔ صفویه (۱۵۰۱–۱۷۳۶ میلادی) می‌رسد. پاکنه در واقع محلی بوده که برای رسیدن به رشته قنات‌های حفر شده مورد استفاده قرار می‌گرفت. در سریزد نیز مانند دیگر مناطق کویری، رشته قنات‌های متعددی حفر شده تا بدین وسیله بر مشکل کم‌آبی غلبه کند. پاکنه دارای یک ورودی طاقنما مانند و تعدادی پله بوده که از طریق این پله‌ها دسترسی به رشته قناتی که خیابان اصلی سریزد در جهت آن شکل گرفته، مشخص شده است.

### آب‌انبارها[۵]

#### آب‌انبار سریزد
قدمت بنا حدود ۵۰۰ سال و به دوران صفویه می‌رسد. آب‌انبار محل مصرف آب آشامیدنی در قدیم بوده است. این بنا از آجر پخته شده ساخته شده و دارای دو بادگیر با دهانه ساده و با جهت شرقی-غربی می‌باشد. نمای ورودی بنا آجری قدیمی است.

#### آب‌انبار پای برج
در کنار مسجد پای برج، آب‌انباری زیبا وجود دارد که قدمت آن به اواخر دوران قاجار(۱۹۲۵–۱۷۹۶ میلادی) می‌رسد و دارای دو بادگیر وسیع و یک گنبد با بادگیرهای استوانه‌ای شکل است. این گونه آب‌انبارها در استان یزد محدود است و فقط در مهریز موجود می‌باشد. بر سر درب ورودی این آب‌انبار روی سنگ تاریخی به خط خوش، این عبارت نصب شده است: (قال رسول ا… و تعالی و سقاهم و بهم سربا طهوبا).

#### آب‌انبار چهار بادگیره
آب‌انبار چهار بادگیره این بنا تنها آب‌انبار چهار بادگیره سریزد است که پیش از دورهٔ صفویه ساخته شده است. سقف این بنا به منظور خنک نگه داشتن آب مصرفی چهار بادگیره به صورت گنبدی و نیمه گنبدی پوشیده شده و جهت بادگیرها در جهت وزش باد است. بادگیرها حالت مکنده دارند و هوای خنک را داخل مخزن می‌برند. بادگیرهایی که در جهت مخالف هستند، هوای داخل مخزن را به بیرون هدایت می‌کنند و بدین طریق باد باعث خنکی هوا و آب داخل مخزن می‌شوند.

#### آب‌انبار محله پایین
این بنا در انتهای محور اصلی روبروی مسجد جامع سریزد کنار کاروانسرای آجری روبروی پاکنه است. این بنا که دارای ۲ بادگیراست قدمتی بیش از ۳۰۰ سال دارد و کاربرد آن از قدیم الایام برای تأمین آب آشامیدنی بوده وهم اکنون نیز از آن استفاده می‌شود.

#### آب‌انبار حاج ابوالقاسم حاجی قاسمی
این بنا کنار تکیه حسینیه پای نخل واقع شده وقدمت آن به سال ۱۲۶۸ برمی گرددکه جهت تأمین آب شرب مردم محله پایین ومحله بالا احداث شده است. این بنا دارای سقف گنبدی شکل با ۴ بادگیر و ۸ دهانه در اطراف در ۴ جهت شمال، جنوب، شرق وغرب می‌باشد. این آب‌انبار به دست حاج ابوالقاسم حاجی قاسمی احداث شده که در حال ساخت این بنا فوت کرده است و مزارش در کنار ورودی آن واقع است.

#### آب‌انبار حاج علی
این آب‌انبار در خیابان اصلی در محله پایین، کنار مسجد حاج علی واقع است. قدمت بنا به دوره قاجاریه می‌رسد. بنا دارای سقف گنبدی شکل با ۲ بادگیر در طرفین است که اهالی پایین سریزد از آن استفاده می‌کردند.

#### آب‌انبار محله میان
این بنا کنار مسجد محله میان نزدیک حسینیه محله میان واقع است قدمت بنا به دوره قاجار احتمالاً زمان ناصرالدین شاه می‌رسد. سقف آن دارای قوس شاه عباسی و به صورت فیلپوش است. سازه آن به صورت خشت و گلی با بادگیرهایی که اطراف آن وجود داشته و هم‌اکنون اثری از آن‌ها برجای نمانده است.

#### آب‌انبار سر بالا
بنا در خیابان اصلی، کنار مسجد سر بالا است و قدمت آن به دوران قاجار برمی گردد. این بنا دارای سقف گنبدی شکل با ۲ستون زیبا در طرفین می‌باشد. نمای بنا آجری ومورد استفاده مردم محله بالا بوده است.

### حسینیه نخل سر یزد
این حسینیه به دست حاج ابوالقاسم حاجی قاسمی ساخته شده است و در کنار خیابان اصلی و در محله بالا واقع است. قدمت آن به دوران صفویه و مرمت آن به دوران قاجار می‌رسد و از دیر باز تاکنون از آن برای برگزاری مراسم تاسوعا وعاشورا وسایر مناسبتهای مهم مذهبی و فرهنگی استفاده می‌گردد.

### حمام قدیمی سر یزد
حمام قدیمی در محله بالا پشت حسینیه اصلی سریزد واقع است و قدمت آن هم‌زمان با حسینیه بوده است. این حمام‌ها در دو قسمت زنانه و مردانه دارای سقف گنبدی شکل و ساخته شده ازخشت وگل می‌باشند که در قدیم محل استحمام اهالی سریزد بوده ولی اکنون متروک شده‌اند. حمام شامل گرمخانه، تنوره و اتاق‌ها و قسمت‌هایی برای شستشو می‌باشد.

### مساجد سریزد

#### مسجد ابوالقاسم حاجی قاسمی (مسجد جامع پای برج)
این بنا در کنار خیابان اصلی سریزد شماره ۱۵۶ واقع است. در سر درب ورودی آن روی سنگ نبشته‌ای تاریخ ۱۲۶۸ ه‍.ش به چشم می‌خورد که به عهد ناصرالدین شاه قاجار اشاره دارد. این مکان مقدس محل اقامه نماز جماعت درتابستان‌ها بوده و در بخش مسجد زمستانه آن نیز در فصول سرد سال نماز جماعت برپا می‌شود. در سقف محراب مسجد اشکال هندسی منظمی دیده می‌شود و اطراف مسجد دارای قوسهای شاه عباسی است.

#### مسجد جامع سریزد
این بنا در انتهای محور اصلی رباط نو قرار گرفته و تاریخ احداث آن به قبل از قرن نهم هجری شمسی پیش از دوران صفوی می‌رسد. بنا دارای دو ورودی شمالی و جنوبی است که توسط یک دالان به هم مرتبط می‌شوند. سقف بنا فیروزه‌ای است و در داخل بنا کاشی کاری‌های زیبایی به چشم می‌خورد. این بنا هم‌اکنون به عنوان محل برگزاری نمازهای جماعت مورد استفاده قرار می‌گیرد.

## امکانات تفریحی ارگ قدیم سریزد
موتور سواری در کویر (ATV)
شتر سواری در کویر
آفرود (رالی در کویر)
رصد ستارگان در شب و روز
کالسکه سواری
قلعه گردی

## کشاورزی
عمده محصول کشاورزی این روستا انار است که از مرغوبیت بالایی برخوردار است. البته در سال‌های اخیر به علت خشکسالی از کیفیت این محصول کاسته شده است.
همچنین در سال‌های اخیر پسته نیز در این روستا کشت شده است.
دیگر محصولات باغی مثل توت، بادام، گردو، شلیل، هلو، گوجه سبز، انگور، زردآلو و … نیز در این روستا وجود دارد که بیشتر به مصرف اهالی خود روستا می‌رسد.